# Cap Skirring
 (mars 2013).
Si vous disposez d'ouvrages ou d'articles de référence ou si vous connaissez des sites web de qualité traitant du thème abordé ici, merci de compléter l'article en donnant les références utiles à sa vérifiabilité et en les liant à la section « Notes et références ».
Le Cap Skirring (ou Cap Skiring) est un cap et une station balnéaire à l'extrémité sud-ouest du Sénégal dans le département d'Oussouye et la région de Ziguinchor, en Casamance.
C'est également un village situé à proximité immédiate du cap et à environ 70 km de Ziguinchor. Il fait partie de la communauté rurale de Diembéring, dans l'arrondissement de Kabrousse, le département d'Oussouye et la région de Ziguinchor.

## Histoire
Occupé à l'origine par un petit village de pêcheurs, il fut découvert et apprécié par les expatriés français de Ziguinchor comme zone balnéaire de villégiature au début des années 1960.
À l'époque le village se trouvait en pleine brousse et son accès était extrêmement malaisé.

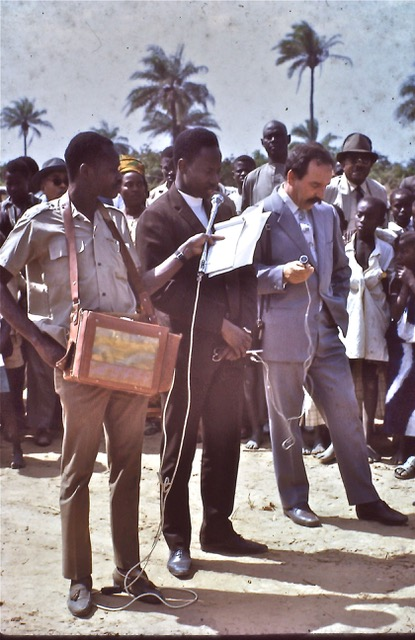
Inauguration, en 1968, de la piste d'aérodrome du Cap Skirring par Guy Verrière, commandant de l'aéroport de Ziguinchor à cette époque.

Une piste d'atterrissage en terre, pour petits avions, fut construite à la fin des années 1960 par des membres de l'Aéroclub de Ziguinchor. Cela attira l'attention des dirigeants du Club Méditerranée qui, avec l'accord du gouvernement sénégalais (Président Léopold Sédar Senghor), fit évacuer le village de pêcheurs pour installer en 1973 son village à l'endroit même où les Ziguinchorois avaient construit leurs cases de villégiature. Précurseur, ce sera le premier lieu touristique ouvert dans cette zone géographique.

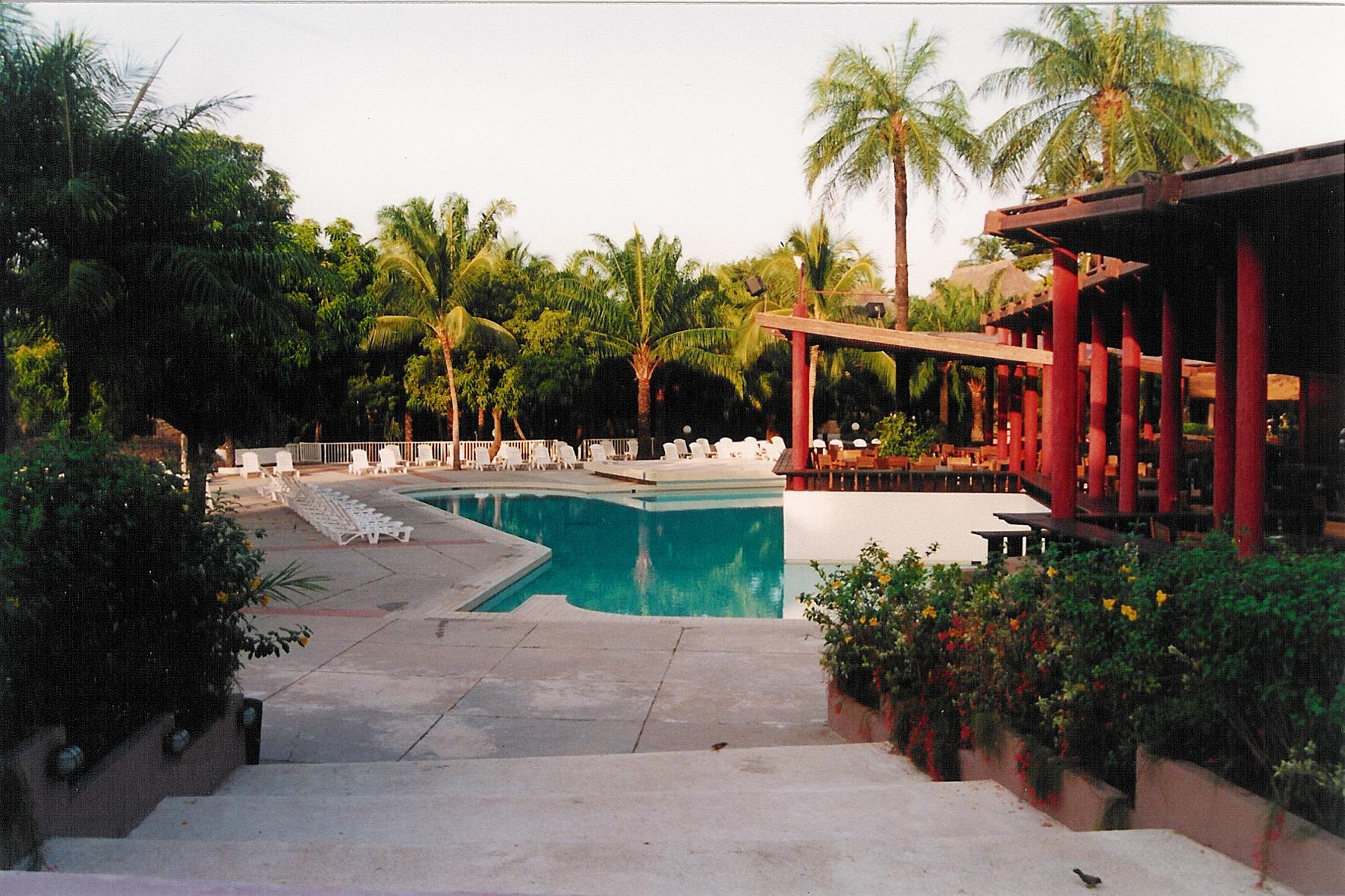
Le village du Club Med en 2001.

La piste fut progressivement allongée et bétonnée, pour en faire un aéroport international (un des 2 seuls du Sénégal et le seul de Casamance) destiné à accueillir des avions gros porteurs, en provenance de Dakar ou plus tard, directement d'Europe.
Le succès de ce village de vacances et la présence d'un aéroport international attira de nombreux autres hôtels de toutes catégories. Ce succès donna naissance au village de Cap Skirring proprement dit. Malgré sa longue existence, sa taille et sa réputation, le village de Cap Skirring ne bénéficie toujours pas d'un statut administratif officiel. En effet, il dépend officiellement du village traditionnel voisin de Kabrousse.
Le Club Méditerranée, avec son économie en autarcie, ne permit malheureusement pas à la région de profiter des retombées économiques et sociales espérées de la manne touristique. L'ouverture exclusivement saisonnière (six mois d'automne-hiver européen) du village Club Med et de la toute grande majorité des autres hôtels de Cap Skirring entraine une précarité préoccupante des emplois touristiques locaux. Elle est essentiellement due au fait que l'exploitation touristique n'est praticable que pendant la saison sèche. Pendant l'été en Europe, il pleut abondamment en Casamance.
Les troubles politiques de la région dans les années 1980-1990, qui pourtant ne concernèrent jamais la station balnéaire de Cap Skirring, faillirent nuire gravement au développement de ce centre de vacances, classé 4 tridents ; la catastrophe aérienne de Cap Skirring de 1992 venant lui aussi nuire à l'image de ce village de vacances. Celui-ci sera entièrement rénové en 2009 à la suite d'un incendie,.
Depuis la signature des accords de paix en décembre 2004, toute la zone balnéaire de Casamance est désormais sécurisée à 100 % et assez aisément accessible. L'aéroport de Cap Skirring  est desservi, en saison, par quelques rares vols internationaux chaque semaine.

## Géographie

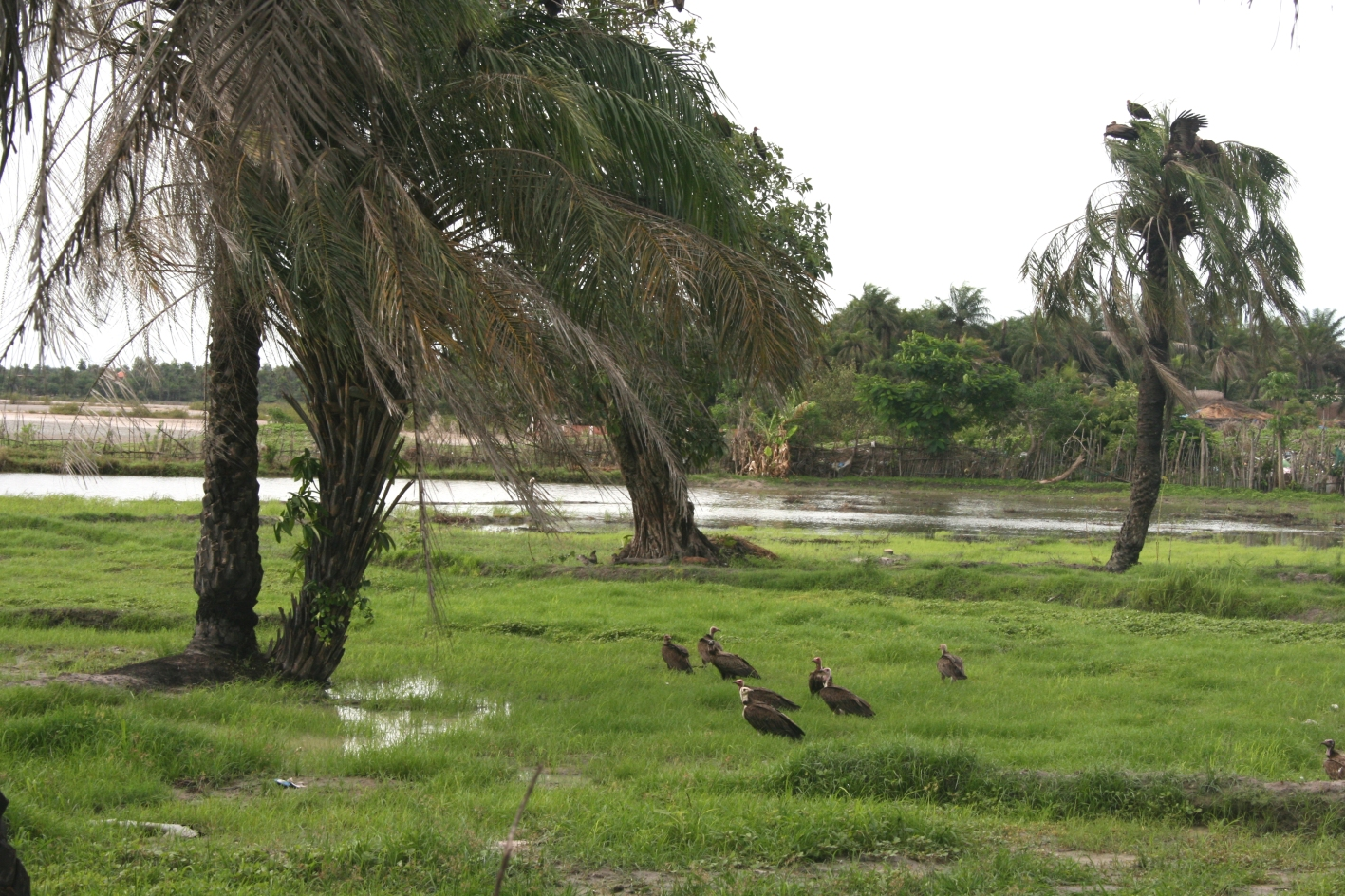
Le bolong à Cap Skirring

Le cap Skirring se situe à 70 kilomètres à l'ouest-sud-ouest de Ziguinchor, à la frontière de la Guinée-Bissau.
Dakar, la capitale, se trouve à 575 km.

### Géologie
On voit des traces d'un ancien système volcanique. C'est, par ailleurs, la présence de ces rochers, faisant obstacle aux courants atlantiques, qui a façonné les magnifiques anses des superbes plages de la station balnéaire réputée de Cap Skirring.

### Climat
Cap Skirring bénéficie d'un climat tropical de type Aw selon la classification de Köppen, avec une température annuelle moyenne de 26,2 °C et des précipitations d'environ 1 273 mm par an, nettement plus abondantes en été qu'en hiver. 

### Population
Lors du recensement de 2002, Cap Skirring comptait 1 822 habitants et 254 ménages.
Selon le recensement administratif de 2009, Cap Skirring comptait 12 000 habitants dont 7 210 imposables pour 970 carrés.

## Économie

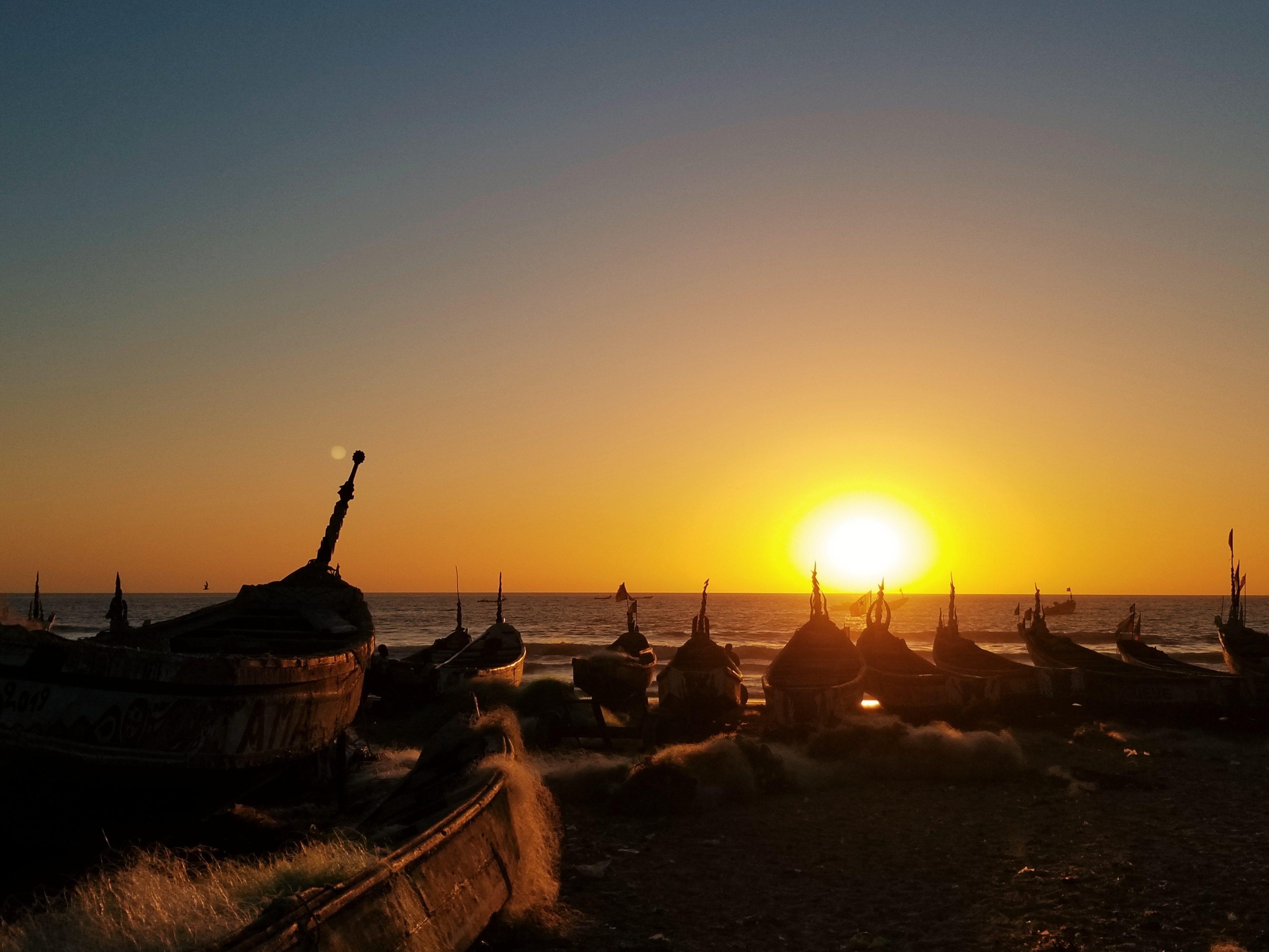
Coucher de soleil à Cap Skirring.

La station balnéaire réputée de Cap Skirring est située directement au bord de l'Océan Atlantique et dotée d'un aéroport international. Ces deux atouts majeurs en font une destination touristique recherchée, pourvue d'une infrastructure hôtelière importante et diversifiée, allant du simple campement intégré à l'hôtel 5 ***** (normes touristiques locales).